# Liste von Zeitungen und Zeitschriften in Mecklenburg

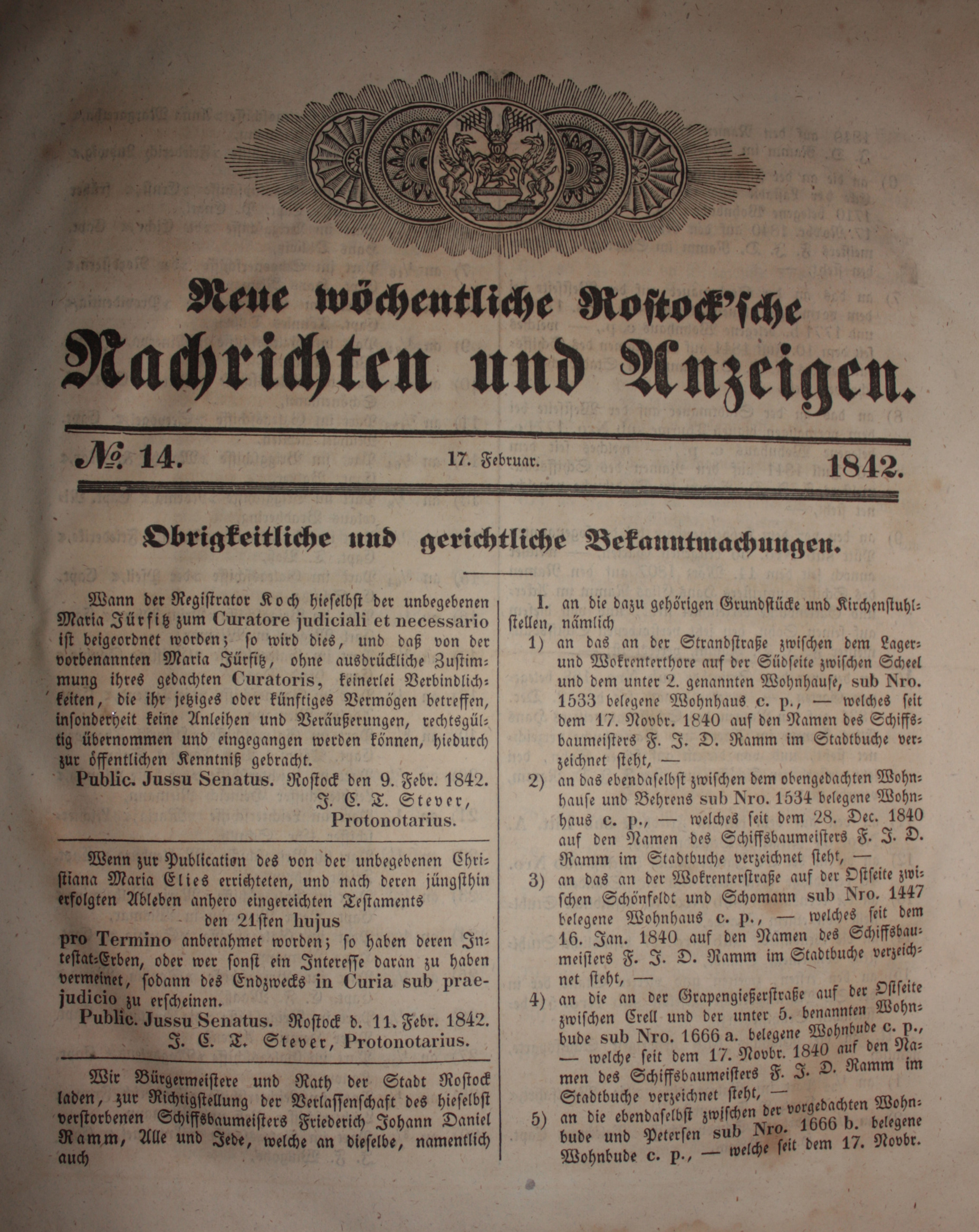
Neue wöchentliche Rostock'sche Nachrichten und Anzeigen, 1842

Diese Liste enthält bestehende und ehemalige Zeitungen und Zeitschriften in Mecklenburg. Sie ist nicht vollständig.

## Geschichte
Seit dem 16. Jahrhundert gab es Almanache und weitere Periodika in Rostock und einigen weiteren mecklenburgischen Städten.
Die erste bekannte politische Zeitung in Mecklenburg waren die Zeitungen von unterschiedlichen Orten  in Güstrow von 1620/21. Danach erschienen weitere Zeitungen und  Zeitschriften in Rostock, Schwerin und weiteren Städten.  Im 19. und frühen 20. Jahrhundert gab es in jeder Stadt in Mecklenburg eine oder mehrere Zeitungen mit aktuellen Nachrichten und amtlichen Bekanntmachungen, die ein- oder mehrmals wöchentlich erschienen.
Bis etwa 1944 stellten viele Zeitungen und Zeitschriften in Mecklenburg ihr Erscheinen ein.
Ab 1945 wurden einige neue Zeitungen gegründet, zuerst durch Parteien und Organisationen.
In den folgenden Jahren konnten weitere Zeitungen und Zeitschriften zu regionalen Themen durch Parteien, gesellschaftliche Organisationen, Kommunen, Betriebe, LPGs,  Bildungseinrichtungen und Kirchengemeinden herausgegeben werden. 
Seit 1989 wurden einige neue Zeitungen und Zeitschriften gegründet, von denen die meisten jedoch nach kurzer Zeit wieder eingestellt werden mussten.
Gegenwärtig bestehen in Mecklenburg  die Tageszeitungen Ostsee-Zeitung, Schweriner Volkszeitung, Nordkurier und Norddeutsche Neueste Nachrichten,  sowie einige weitere Zeitungen und Zeitschriften.

## Politische Tages- und Wochenzeitungen

Mecklenburgische Ostsee-Zeitung. Neues Wismarsches Tageblatt, 1893

Zeitungen, die über aktuelle  politische und gesellschaftliche Themen berichten oder berichteten, und mindestens einmal wöchentlich erscheinen bzw. erschienen.
Güstrow
- Zeitungen von unterschiedlichen Orten, 1620, 1621, erste aktuelle Zeitung in Mecklenburg
- Güstrower Zeitung, 1849–1919, dann Mecklenburgische Tageszeitung, 1920–1944[4]
- Güstrower Anzeiger, 1887–1912

Malchow
- Malchower Nachrichten, 1878–1904, dann Malchower Tageblatt, 1904–1943

Neubrandenburg
- Neubrandenburger Zeitung (1849), 1849–
- Freie Erde, 1952–1990,  seitdem Nordkurier

Neustrelitz
- Neustrelitzer Zeitung, 1849–1913
- Landeszeitung für beide Mecklenburg und die Nachbargebiete, 1886–1944

Plau am See
- Plauer Zeitung, 1849–1945, seit 1992

Rostock
- Ordinari wochentliche Postzeitung, 1640, erste namentlich bekannte Zeitung in Rostock
- Rostocker Zeitung, 1710–1920, liberal
- Wöchentliche Rostocksche Nachrichten und Anzeigen, 1752–1850, offizielles Amtsblatt
- Rostocker Anzeiger, 1880–,  konservativ, 1908  42.000 Exemplare, auflagenstärkste Zeitung in Mecklenburg
- Mecklenburgische Volks-Zeitung, 1892–1933, sozialdemokratische Tageszeitung für Mecklenburg
- Ostsee-Zeitung, seit 1952
- Norddeutsche Neueste Nachrichten, seit 1953, zunächst NDPD

Schwerin
- Mecklenburgische Nachrichten, 1749–1867, mit offiziellen Bekanntmachungen, erste bekannte Zeitung in Schwerin
- Mecklenburgische Zeitung, 1757–
- Mecklenburger Nachrichten, 1876–
- Volkszeitung, 1945–1946, KPD
- Volksstimme, 1945–1946, SPD
- Der Demokrat, 1945–1990, CDU
- Norddeutsche Zeitung, 1946–1991, LDPD
- Schweriner Volkszeitung, seit 1946

Wismar
- Mecklenburgisches Tagesblatt, 1863–

## Weitere Zeitungen, Zeitschriften und Periodika
Zeitungen und Zeitschriften in Mecklenburg
zunächst alphabetisch geordnet, eine inhaltliche Sortierung kann ergänzt werden
- Grünes Blatt
- Kikut, zu plattdeutscher Literatur
- Mecklenburgische Monatshefte, Zeitschrift zur Pflege heimatlicher Art und Kunst, 1925–1943, heimatkundliche Zeitschrift
- Mein Mecklenburg, 2008, 2010–2012, Informationsblatt der Landsmannschaft Mecklenburg
- Oya, alternative Zeitschrift
- Regierungsblatt für Mecklenburg-Schwerin, Amtsblatt  des Großherzogtums und des Freistaates Mecklenburg-Schwerin
- Trajekt, Literaturzeitschrift des Hinstorff-Verlages Rostock

Zeitungen und Zeitschriften außerhalb Mecklenburgs
- Der Mecklenburger, 1951–1957, Hamburg, Schriftenreihe der Landsmannschaft Mecklenburg
- Mecklenburg, 1979–2007, Landsmannschaft Mecklenburg
- Mecklenburger Gedenktage, 1973–1980, Hamburg, Schriftenreihe der Landsmannschaft Mecklenburg

Jahrbücher und weitere Periodika
- Mecklenburgische Jahrbücher, seit 1835, älteste bestehende Zeitschrift Mecklenburgs